# Olaf Kraemer
Pour les articles homonymes, voir Kramer.
Olaf Kraemer, né à Cuxhaven (Allemagne) en 1959, est un écrivain et scénariste allemand.

## Biographie
Olaf Kraemer vit à Munich.

## Filmographie
- 1993 : I'll Never Get Out of This World Alive
- 2002 : Drei Frauen, ein Plan und die ganz große Kohle
- 2002 : Zu nah am Feuer
- 2007 : Das wilde Leben
- 2010 : Ken Folletts Eisfieber
- 2012 : Lena Fauch und die Tochter des Amokläufers